# Політехніка (Каунас)
Футбольний клуб «Політехніка» Каунас (лит. Futbolo klubas Kauno Politechnika) — колишній литовський футбольний клуб з Каунаса, що існував у 1948—2000 роках.

## Історія назв
- 1948 — «АСК» Каунас;
- 1952 — «КПІ» Каунас;
- 1962 — «Політехніка» Каунас;
- 1994 — Ранга-Політехніка-2;
- 1995 — Політехніка.

## Досягнення
- А-ліга/Чемпіонат Литовської РСР
  - Срібний призер (2): 1963, 1970
  - Бронзовий призер (1): 1980
- Кубок Литви
  - Володар (1): 1955
  - Фіналіст (1): 1954.